# Piero Umiliani
Piero Umiliani (17 de julho de 1926 - 14 de fevereiro de 2001) foi um compositor italiano de trilhas sonoras de filmes e é mais famoso por orquestra "Arrivano I Marines" e pela música "Maná Maná", que foi popularizada pelos The Muppets. A faixa também foi um sucesso no Reino Unido, alcançando a oitava colocação no UK Singles Chart em maio de 1977.